# 乙部村
乙部村（おとべむら）は、昭和30年（1955年）まで岩手県紫波郡にあった村。現在の盛岡市乙部・大ヶ生・黒川・手代森にあたる。

## 地理
- 河川：北上川

## 沿革
- 明治22年（1889年）4月1日 - 町村制施行にともない、乙部村・大ヶ生村・黒川村・手代森村の計4か村が合併して乙部村が発足。
- 昭和30年（1955年）4月1日 - 飯岡村・見前村と合併し、都南村となる。

## 行政
- 歴代村長

| 代 | 氏名         | 就任                       | 退任                       | 備考 |
| -- | ------------ | -------------------------- | -------------------------- | ---- |
| 1  | 北田助市     | 明治22年（1889年）5月26日  | 明治26年（1893年）5月25日  |      |
| 2  | 城戸吉六     | 明治26年（1893年）5月26日  | 明治30年（1897年）5月25日  |      |
| 3  | 小林茂直     | 明治30年（1897年）9月10日  | 明治38年（1905年）9月16日  |      |
| 4  | 佐藤省三     | 明治38年（1905年）9月17日  | 明治43年（1910年）2月1日   |      |
| 5  | 野村長四郎   | 明治43年（1910年）2月2日   | 明治43年（1910年）8月2日   |      |
| 6  | 千田忠兵衛   | 明治43年（1910年）10月18日 | 明治43年（1910年）12月26日 |      |
| 7  | 北田久五郎   | 明治43年（1910年）12月28日 | 不詳                       |      |
| 8  | 佐々木善蔵   | 大正10年（1921年）9月28日  | 大正12年（1923年）2月18日  |      |
| 9  | 福田亀吉     | 大正12年（1923年）6月15日  | 昭和10年（1935年）6月8日   |      |
| 10 | 佐々木円太郎 | 昭和10年（1935年）6月9日   | 昭和11年（1936年）2月7日   |      |
| 11 | 佐々木善蔵   | 昭和11年（1936年）4月1日   | 昭和15年（1940年）3月31日  | 再任 |
| 12 | 福田亀吉     | 昭和15年（1940年）4月13日  | 昭和18年（1943年）6月24日  | 再任 |
| 13 | 法領田光男   | 昭和18年（1943年）7月24日  | 昭和21年（1946年）11月17日 |      |
| 14 | 佐々木善蔵   | 昭和22年（1947年）4月9日   | 昭和24年（1949年）10月13日 | 三任 |
| 15 | 北舘高実     | 昭和24年（1949年）11月24日 | 昭和28年（1953年）11月23日 |      |
| 16 | 法領田安蔵   | 昭和28年（1953年）11月25日 | 昭和30年（1955年）3月31日  |      |